# هرمان إكشتاين
هرمان إيكشتاين (بالألمانية: Hermann Eckstein)‏ هو شخصية أعمال ألماني، ولد في 3 يناير 1847 في Hohenheim ‏ في ألمانيا، وتوفي في 16 يناير 1893.